# Opius latifacialis
Opius latifacialis är en stekelart som beskrevs av Fischer 1968. Opius latifacialis ingår i släktet Opius och familjen bracksteklar. Inga underarter finns listade i Catalogue of Life.